# Victoria, prințesă a Suediei
Victoria, Prințesă Moștenitoare a Suediei, Ducesă de Västergötland (suedeză Kronprinsessan Victoria, Sveriges kronprinsessa, hertiginna av Västergötland, Victoria Ingrid Alice Désirée; n. 14 iulie 1977) este moștenitoarea tronului Suediei. Dacă va deveni regină, așa cum e de așteptat, va fi a patra regină a Suediei, după regina Margaret, regina Christina și regina Ulrika Eleonora.

## Copilărie
Victoria este primul copil al regelui Carl XVI Gustaf al Suediei și al reginei Silvia și aparține casei regale de Bernadotte. Născută Prințesă a Suediei, a fost moștenitoare prezumtivă a tronului până la 13 mai 1979, când s-a născut fratele ei mai mic, prințul Carl Philip, care a devenit atunci prinț moștenitor. La 1 ianuarie 1980 a intrat însă în vigoare o modificare a Legii Succesiunii la tronul Suediei, prin care s-a adoptat sistemul primogeniturii absolute (astfel bărbații și femeile având drepturi egale la succesiune). De atunci, Prințesa Victoria ocupă din nou prima poziție în ordinea succesiunii la tron, primind și titlul de Ducesă de Västergötland.
Victoria se află și în ordinea succesiunii la tronul britanic prin tatăl ei, care este stră-strănepot al reginei Victoria a Regatului Unit.
Poartă numele de Victoria Ingrid Alice Désirée în cinstea mai multor rude. Numele de Victoria vine de la stră-străbunica ei Victoria de Baden, soția regelui Gustaf al V-lea al Suediei, dar și de la stră-stră-străbunica ei, regina Victoria a Regatului Unit. Celelalte nume i-au fost date în cinstea prințesei Ingrid a Suediei, mătușa tatălui ei, a bunicii ei materne, brazilianca Alice Sommerlath, și a străbunei ei Désirée Clary, soția regelui Carol al XIV-lea al Suediei.
A fost botezată la Palatul Regal la 27 septembrie 1977. Nașii ei au fost: regele Harald al V-lea al Norvegiei, unchiul ei matern, Ralf Sommerlath, regina Beatrix a Olandei și mătușa ei, Prințesa Désirée, Baroneasă Silfverschiöld.

## Educație
Victoria a urmat școala elementară de stat și liceul Enskilda din Stockholm, pe care l-a absolvit în 1996. A studiat timp de un an (1996/97) la Universitatea Catolică de Vest din Angers, Franța. Între anii 1998-2000 Prințesa Moștenitoare a locuit în SUA unde a studiat la Universitatea Yale din Connecticut și a făcut un stagiu de practică la Ambasada Suediei de la Washington.
În 2003 a făcut armata la Centrul Internațional al Forțelor Armate Suedeze.
În 2006-2007 a urmat un program de formare pentru tineri diplomați în cadrul Ministerului Afacerilor Externe al Suediei.
În iunie 2009 Victoria a absolvit Universitatea Uppsala.
Prințesa Victoria vorbește suedeza, engleza, franceza și germana.

## Viața personală

### Logodnă

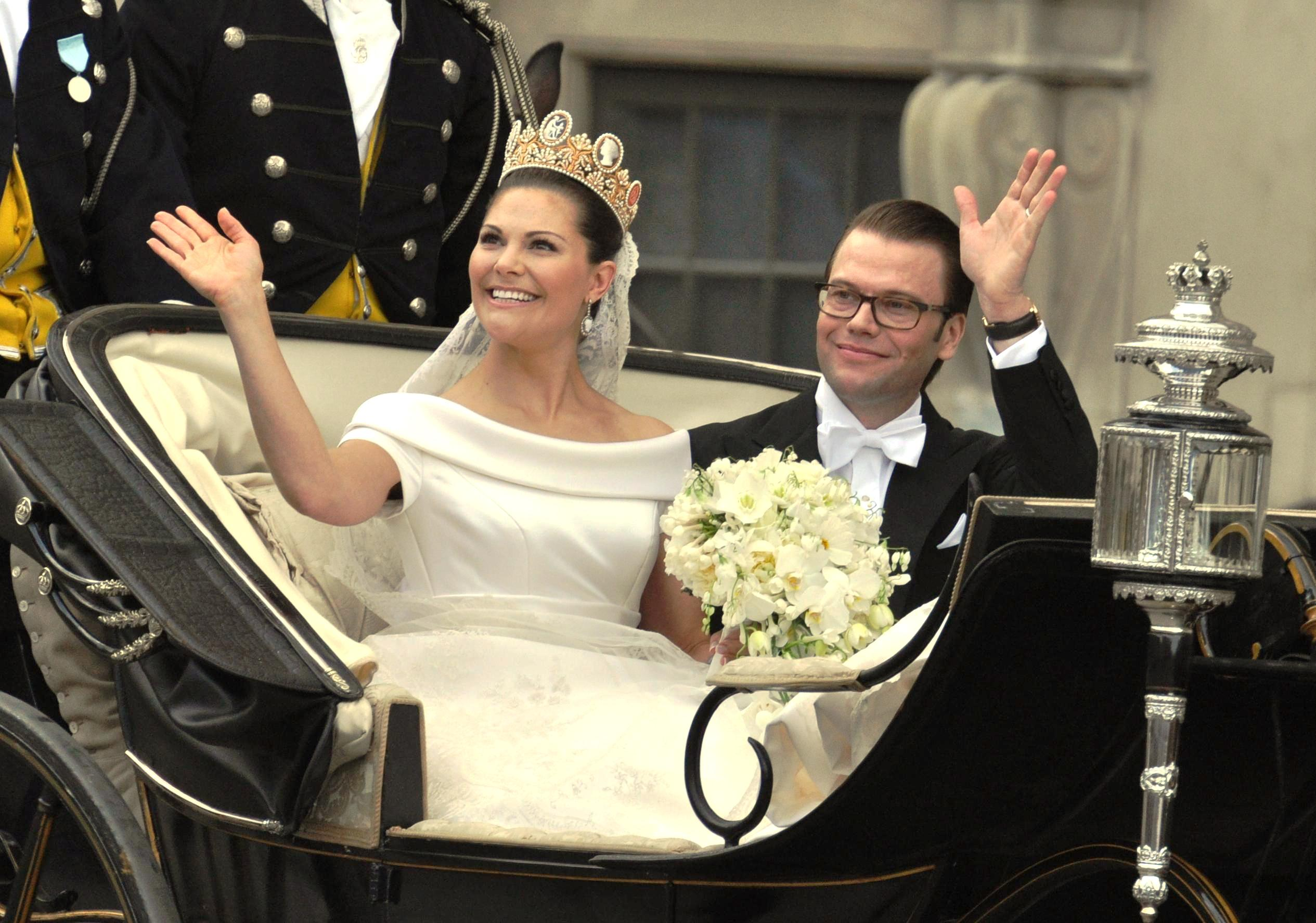
Procesiunea de nuntă a cuplului princiar, 19 iunie 2010

La 24 februarie 2009 Palatul Regal a anunțat că Prințesa Victoria se va căsători cu Daniel Westling la 19 iunie 2010. De asemenea, s-a anunțat că Daniel Westling va primi după nuntă titlul de Alteța Sa Regală Prințul Daniel, Duce de Västergötland.
Cei doi s-au cunoscut în 2002, pe vremea când Daniel era antrenorul personal al Victoriei. 

### Nuntă
Căsătoria prințesei Victoria cu Daniel Westling a avut loc la Stockholm pe data de 19 iunie 2010 la biserica Storkyrkan.
Victoria a fost îmbrăcată într-o rochie albă de mireasă, cu o trenă lungă de câțiva metri. A purtat aceeași diademă pe care a purtat-o și mama ei la nuntă. A fost condusă la altar de tatăl ei, iar după ce arhiepiscopul Anders Wejryd i-a pronunțat soț și soție, cântăreții suedezi Agnes Carlsson și Björn Skifs au încheiat ceremonia cu piesa "When You Tell The World You're Mine", scrisă special pentru cuplu.
Dineul de gală a avut loc în sala numită Rikssalen din cadrul Palatului regal.
În urma căsătoriei, prințul Daniel Westling, duce de Västergötland, a fost numit cavaler al Ordinului lui Serafim de către regele Carl XVI Gustaf al Suediei. După nuntă, Ducesa și Ducele de Västergötland s-au mutat la Palatul Haga.

### Copii
La 17 august 2011, casa regală suedeză a anunțat că Prințesa Moștenitoare este însărcinată și că așteaptă primul său copil în martie 2012. La 23 februarie 2012 Victoria a născut o fetiță, prințesa Estelle Silvia Ewa Mary, Ducesă de Östergötland. Noua născută este a doua în ordinea succesiunii la tronul Suediei.
La 4 septembrie 2015, casa regală a anunțat că al doilea copil al cuplului urmează să se nască în martie 2016. La 2 martie 2016, Prințesa Victoria a născut un fiu, Prințul Oscar, Duce de Skåne.